# Bagàtivka
Bagàtivka (en (ucraïnès): Багатівка) és un poble de la República Autònoma de Crimea a Ucraïna, que el 2014 tenia 902 habitants. Pertany al districte de Sudak. Fins al 1945 la vila es deia Tokluk.

## Població
Segons les dades del 2001 la composició de la població de la vila de Bogàtovka d'acord amb la llengua que empren és la següent:
| Llengua  | %     |
| -------- | ----- |
| Rus      | 64,35 |
| Tàtar    | 27,44 |
| Ucraïnès | 8,08  |